# Zespół lęku uogólnionego
Zespół lęku uogólnionego, inaczej zaburzenie lękowe uogólnione (ang. generalized anxiety disorder, GAD) – termin stosowany w klasyfikacjach ICD-10, DSM-IV-TR i DSM-5, określający zaburzenie psychiczne należące do grupy zaburzeń lękowych. Kluczową cechą zespołu lęku uogólnionego jest obecność uporczywego i uogólnionego lęku niewiążącego się z żadnym określonym czynnikiem. Podkreśla się, że lęk ten cechuje się nieadekwatnie wygórowanym nasileniem – nie odpowiada rzeczywistym zagrożeniom. Ten typ lęku, charakterystyczny dla uogólnionych zaburzeń lękowych, określa się mianem „lęku wolnopłynącego” (ang. free-floating anxiety).

## Obraz kliniczny
Podwyższony, przesadny poziom lęku znajduje ujście – w zależności od kontekstu kulturowego oraz etapu życia – w różnych obawach pacjentów. Osoby dorosłe cierpiące na uogólnione zaburzenia lękowe często niepokoją się codziennymi sprawami np. obowiązkami zawodowymi i związaną z nimi odpowiedzialnością, możliwością pogorszenia się stanu zdrowia własnego lub ich bliskich, w tym możliwymi wypadkami, potencjalnymi problemami finansowymi, groźbą bankructwa, możliwymi niepowodzeniami życiowymi, swoją punktualnością, a nawet pomniejszymi obowiązkami domowymi. W konsekwencji, chorzy podejmują nieuzasadnione, przesadne starania o zapewnienie sobie i innym bezpieczeństwa, kontrolują wydatki lub wielokrotnie proszą członków rodzin o powiadamianie, czy są bezpieczni etc. Dzieci z uogólnionymi zaburzeniami lękowymi często obawiają się, czy będą zdolne wystarczająco dobrze poradzić sobie w różnych dziedzinach życia, w tym w szkole lub w relacjach z rówieśnikami.
Uwaga chorych jest przesadnie skoncentrowana wokół antycypowanych nieszczęść i potencjalnych zagrożeń. Napotykają oni trudności z opanowaniem narzucających się im obaw, co wiąże się z problemami w wykonywaniu różnych czynności podczas codziennego funkcjonowania.
Częstymi objawami, wiążącymi się z lękiem, są trudności z koncentracją uwagi, niepokój psychoruchowy, niemożność spokojnego siedzenia, niemożność odprężenia się, skłonność do szybkiego męczenia się, napięciowe bóle głowy, bóle mięśniowe, drażliwość, suchość w ustach, drżenie ciała, wzmożone napięcie mięśniowe, wzmożona potliwość, zawroty głowy, przyśpieszone bicie serca, uczucia ucisku w nadbrzuszu.

## Epidemiologia
W ciągu jednego roku rozpowszechnienie uogólnionych zaburzeń lękowych szacowane jest na około 1% u osób w okresie dojrzewania przed ukończeniem 18. roku życia oraz na około 3% u osób dorosłych (od 0,4% do 3,6% w zależności od kraju). Zapadalność na uogólnione zaburzenia lękowe w ciągu całego życia szacowana jest na 5–9%. Najliczniejszą grupą chorych z uogólnionymi zaburzeniami lękowymi są osoby w wieku średnim. Wśród pacjentów liczebnie przeważają kobiety nad mężczyznami w stosunku 2 do 1.

## Przebieg i rokowanie
Początek zaburzeń często przypada na późniejszą część okresu dojrzewania lub okres wczesnej dorosłości, lecz może także nastąpić w późniejszych etapach życia. Znaczna część pacjentów podaje, że zmagali się z niepokojem przez całe swoje życie. Przebieg zaburzenia zwykle ma charakter przewlekły o nasileniu zmieniającym się wraz z upływem czasu, trudnym do przewidzenia i może utrzymywać się przez resztę życia. Stresujące wydarzenia mogą powodować nasilenie objawów.

## Kryteria rozpoznania uogólnionego zaburzenia lękowego

### Kryteria diagnostyczne wedługklasyfikacji ICD-10[7]
(Uwaga: W przypadku dzieci należy zastosować kryteria dla zaburzenia kodowanego jako F93.80)
A. Co najmniej sześciomiesięczny okres wyraźnego napięcia, zaniepokojenia i obaw o codzienne wydarzenia i problemy.
B. Co najmniej cztery spośród następujących objawów muszą być obecne, w tym co najmniej jeden spośród objawów od (1) do (4):
Objawy pobudzenia układu autonomicznego
(1) Palpitacje lub mocne bicie serca lub przyśpieszone bicie serca.
(2) Pocenie się.
(3) Drżenie ciała.
(4) Suchość w jamie ustnej (niewywołana lekami lub odwodnieniem).
Objawy z okolic klatki piersiowej i brzucha
(5) Trudności z oddychaniem.
(6) Uczucie dławienia się.
(7) Ból lub uczucie dyskomfortu w klatce piersiowej.
(8) Nudności lub dyskomfort w okolicy brzucha (np. ucisk w żołądku).
Objawy związane z funkcjonowaniem mózgu i umysłem
(9) Zawroty głowy, trudności z utrzymaniem równowagi lub zasłabnięcia.
(10) Poczucie depersonalizacji lub derealizacji.
(11) Lęk przed utratą kontroli, popadnięciem w obłęd lub zemdleniem.
(12) Lęk przed śmiercią.
Objawy ogólne
(13) Przypływy zimna i gorąca.
(14) Odczucia drętwienia i mrowienia.
Objawy napięcia
(15) Napięcia lub bóle mięśni.
(16) Niepokój ruchowy i niemożność odprężenia się.
(17) Uczucia wzmożonej czujności lub napięcia emocjonalnego.
(18) Uczucie dławienia lub ucisku w gardle lub trudności z przełykaniem.
Inne objawy niespecyficzne
(19) Tendencja do wygórowanego reagowania przestraszeniem na pomniejsze sytuacje zaskoczenia.
(20) Trudności z koncentracją uwagi i uczucie pustki w głowie związane z niepokojem i obawami.
(21) Stała drażliwość.
(22) Trudności z zasypianiem związane z zamartwianiem się.
C. Zaburzenie nie spełnia kryteriów zaburzenia lęku panicznego (F41.0), zaburzeń lękowych pod postacią fobii (F40.-), zaburzeń obsesyjno-kompulsyjnych (F42.-) lub hipochondrii (F45.2).
D. Najczęstsze zaburzenia wymagające wykluczenia: lęk wywołany chorobami somatycznymi takimi, jak nadczynność tarczycy, organiczne zaburzenia psychiczne (F0) lub zaburzenia związane ze substancjami psychoaktywnymi (F1) takie, jak przyjmowanie pochodnych amfetaminy lub zespół odstawienny wywołany uzależnieniem od benzodiazepin.

### Kryteria diagnostyczne wedługklasyfikacji DSM-5[4]
A. Nadmierny lęk lub obawy przed przyszłymi wydarzeniami, występujący często (częściej występuje niż nie występuje) przez okres co najmniej 6 miesięcy, dotyczący codziennych aktywności (szkoła, praca itd).
B. Dana osoba nie jest w stanie poradzić sobie z objawami i ich kontrolować.
C. Lęk lub obawy są związane z trzema (lub więcej) symptomami, wymienionymi poniżej (a przynajmniej niektóre z tych symptomów są częste – częściej występują niż nie występują – w okresie co najmniej 6 miesięcy):
(1) Niepokój psychoruchowy, nerwowość lub napięcie emocjonalne.
(2) Łatwe męczenie się.
(3) Problemy z koncentracją uwagi lub uczucie pustki w głowie.
(4) Drażliwość.
(5) Wzmożone napięcie mięśniowe.
(6) Problemy z zasypianiem, wstawaniem lub niespokojny sen/niewysypianie się.
D. Do symptomów można również zaliczyć nudności, wymioty i przewlekłe bóle brzucha.
E. Zaburzenia nie można przypisać skutkom działania substancji (np. używek, leków), ani następstwom innych chorób (np. nadczynność tarczycy).
F. Zaburzenie nie może być łatwiejsze do wyjaśnienia obecnością innych zaburzeń psychicznych takich, jak zespół lęku napadowego, fobia społeczna, odosobnienie od osób bliskich, przyrost wagi w przebiegu jadłowstrętu psychicznego, zaburzenia somatyzacyjne lub przekonanie o obecności poważnej choroby somatycznej (hipochondria) etc.

## Etiopatogeneza

Ciała migdałowate (oznaczone kolorem czerwonym).

Przyjmuje się, że uogólnione zaburzenia lękowe mają złożone podłoże obejmujące zarówno czynniki biologiczne, jak i psychologiczne. Badania wskazują na występowanie dziedzicznej skłonności do zachorowania: osoby z rodzin, w których występowały owe zaburzenia, pięciokrotnie częściej zapadają na uogólnione zaburzenia lękowe, niż osoby z rodzin, w których zaburzenia te nie występowały. Wykazano także, że dysfunkcje neuroprzekaźnictwa noradrenergicznego, serotoninergicznego i GABA-ergicznego mają udział w patogenezie zaburzenia – wskazują na to badania nad skutecznością szeregu leków oddziałujących na te rodzaje neuroprzekaźnictwa. U osób z uogólnionymi zaburzeniami lękowymi stwierdza się także wzmożoną aktywność osi podwzgórzowo-przysadkowo-nadnerczowej: nadmierne wydzielanie kortykoliberyny, ACTH i kortyzolu. U 1/3 pacjentów stwierdza się niskie wyniki w teście hamowania wydzielania kortyzolu deksametazonem. Struktury mózgu biorące udział w kształtowaniu nadwrażliwości na bodźce stresogenne, którym przypisuje się udział w etiopatogenezie uogólnionych zaburzeń lękowych to ciała migdałowate i prążkowie – potwierdzają to badania oparte na obrazowaniu struktur mózgu u dzieci i osób w okresie dojrzewania przed ukończeniem 18. roku życia. Innymi strukturami mózgu, których nieprawidłowe funkcjonowanie wiąże się z uogólnionymi zaburzeniami lękowymi jest system przegrodowo-hipokampalny odpowiedzialny za tzw. hamowanie behawioralne (ang. behavioral inhibition). W jego aktywacji pośredniczą neurony noradrenergiczne i serotoninergiczne.
Wśród czynników psychologicznych, istotną rolę przypisuje się typom przywiązania do opiekunów wykształcanym w okresie wczesnego dzieciństwa – stwierdzono, że typy przywiązania lękowo-unikający i ambiwalentny wiążą się z uogólnionymi zaburzeniami lękowymi. Akcentuje się także rolę braku podstawowego poczucia bezpieczeństwa zapewnianego przez opiekunów, doświadczeń deprywacji, frustracji potrzeb dziecka, procesów kształtowania się autonomii i zachowań eksploracyjnych dziecka. Pacjenci z uogólnionymi zaburzeniami lękowymi często przejawiają cechy osobowości zależnej lub unikającej. Przyjmuje się, że istotny udział w kształtowaniu predyspozycji do wystąpienia uogólnionych zaburzeń lekowych ma neurotyczność (definiowana jako skłonność do reagowania negatywnymi emocjami na codzienne sytuacje). Według teorii poznawczo-behawioralnych, osoby z uogólnionymi zaburzeniami lękowymi cechują się dysfunkcjonalnymi wzorcami reagowania na potencjalne zagrożenia. Na dysfunkcje te składają się m.in. selektywne kierowanie uwagi na negatywne bodźce, zniekształcanie przetwarzanych informacji, niedocenianie swoich zdolności radzenia sobie z trudnościami. Z kolei teorie psychodynamiczne zakładają, że występowanie objawów lękowych uwarunkowane jest oddziaływaniem nieuświadomionych konfliktów wewnątrzpsychicznych. Przyjmują również, iż objawy lękowe pełnią istotną rolę w funkcjonowaniu mechanizmów obronnych.

## Różnicowanie
W diagnostyce różnicowej należy uwzględnić nie tylko szereg zaburzeń psychicznych (m.in. zespół lęku panicznego, zaburzenia depresyjne, fobie, zaburzenia obsesyjno-kompulsyjne, zespół stresu pourazowego), lecz także choroby neurologiczne, endokrynologiczne, metaboliczne i związane ze stosowaniem różnych substancji (np. alkoholowy zespół odstawienny, benzodiazepinowy zespół odstawienny). Charakterystyczna dla uogólnionych zaburzeń lękowych postać lęku, czyli „lęk wolnopłynący” (ang. free-floating anxiety), odróżnia się od innych postaci lęku m.in. tym, że nie ogranicza się do jednej przyczyny lub źródła (jak w przypadku obaw przed wystąpieniem napadu paniki albo przed publicznym upokorzeniem albo przed zakażeniem się bakteriami). „Lęk wolnopłynący” zwykle uznawany jest przez pacjentów za powiązany z wieloma różnymi okolicznościami i obejmuje wiele codziennych aspektów życia. Objawy zespołu lęku uogólnionego mogą stanowić tzw. maskę depresji (tj. depresji, w której endogenny zespół depresyjny maskowany jest przez objawy innych zaburzeń psychicznych). Charakterystyczne jest to, że w obecności bliskich pacjent jest w stanie poczuć się lepiej, utrzymywać kontakty towarzyskie i czerpać przyjemność z aktywności (brak anhedonii) – cechy te mogą być pomocne w różnicowaniu zespołu lęku uogólnionego z depresją.

## Współchorobowość
U niemal 90% pacjentów z uogólnionymi zaburzeniami lękowymi diagnozowane są również inne spośród zaburzeń lękowych. U części pacjentów z uogólnionymi zaburzeniami lękowymi po pewnym czasie rozwijają się zaburzenia lęku napadowego. Z objawami uogólnionego zaburzenia lękowego często współwystępują objawy depresyjne. Stosowanie przez chorych substancji psychoaktywnych takich jak alkohol dla zmniejszenia nasilenia dolegliwości, prowadzi do częstego współwystępowania uogólnionych zaburzeń lękowych z uzależnieniem od alkoholu lub innych substancji psychoaktywnych, m.in. benzodiazepin.

## Leczenie
W leczeniu uogólnionych zaburzeń lękowych efektywna jest psychoterapia i psychofarmakoterapia (metody te mogą być stosowane oddzielnie lub razem). Farmakoterapia zalecana jest, gdy pacjent nie akceptuje psychoterapii lub jest ona niedostępna. Dobór metod leczniczych odpowiednich dla poszczególnych pacjentów z rozpoznaniem uogólnionych zaburzeń lękowych wymaga pogłębionej diagnostyki z uwzględnieniem predyspozycji osobowościowych przy udziale lekarza psychiatry, psychoterapeuty lub psychologa klinicznego. Szacuje się, że tylko około 1/3 osób cierpiących na uogólnione zaburzenia lękowe podejmuje leczenie.

### Psychoterapia
Oddziaływania psychoterapeutyczne obejmują najczęściej techniki poznawczo-behawioralne (ang. cognitive behavioral therapy, CBT), techniki relaksacyjne, pracę ukierunkowaną na wgląd (psychodynamiczna) oraz terapię wspierającą. Stosuje się zarówno psychoterapię indywidualną, jak i grupową. 
Najlepiej udokumentowana jest efektywność terapii poznawczo-behawioralnej w leczeniu zespołu lęku uogólnionego. Metaanalizy randomizowanych badaniach kontrolowanych (ang. randomised controlled trial, RCT) wskazują, że metoda jest skuteczniejsza od placebo. Na potrzeby pacjentów, którzy nie mają dostępu do specjalistów, stworzono kursy samopomocowe (książki, kursy on-line), bazujące na technikach poznawczych i behawioralnych. Wyniki metaanaliz wyglądają obiecująco, choć analizowano niewielką liczbę badań i nie kontrolowano efektu placebo. Zakłada się też, że kontakt ze specjalistą podczas przechodzenia kursu (np. poprzez e-mail), zwiększa efektywność leczenia. Możliwe że techniki relaksacyjne są skuteczne i można je łączyć z innymi formami psychoterapii, choć dane nie są jednoznaczne. 
Część psychoterapeutów uznaje psychoterapię psychodynamiczną za skuteczne leczenie przyczynowe, przynajmniej w odniesieniu do niektórych pacjentów. W badaniach wykorzystuje się zazwyczaj dyrektywne i krótkoterminowe formy psychoterapii, które dają obiecujące wyniki (porównywalne do innych metod, choć prawdopodobnie gorsze od CBT) –  jednak nie udowodniono, czy efekt różni się od placebo.
W leczeniu zespołu lęku uogólnionego, używa się coraz częściej nowych form psychoterapii (np. z tzw. "trzeciej fali" CBT lub opartych na medytacji uważności). Badania nad skutecznością terapii opartych na uważności (ang. mindfulness-based therapies, MBT) np. redukcji stresu opartej na uważności (ang. mindfulness-based stress reduction) czy terapii poznawczej opartej na uważności (ang. mindfulness-based cognitive therapy), dają obiecujące wyniki. Należy jednak zastrzec, że charakteryzowały się różną jakością metodologiczną (np. brak grupy placebo; w niektórych – brak randomizacji). Jeśli porównać ogólną efektywność MBT w leczeniu zaburzeń depresyjnych i lękowych, z placebo, to efekt staje się nieistotny. Nie jest jasne przy leczeniu których zaburzeń efekt rzeczywiście występuje. Dobre wyniki osiąga terapia metapoznawcza (ang. metacognitive therapy), ale potrzebna jest znacznie większa liczba badań (szczególnie z placebo). Badania prowadzone są także nad terapią akceptacji i zaangażowania (ang. acceptance and commitment therapy), ale również potrzeba ich więcej. Metaanaliza sprawdzająca wpływ różnych typów treningu tendencyjności poznawczej (ang. cognitive bias modification) na "ogólny poziom lęku" w próbach klinicznych, nie wykazała statystycznie istotnego efektu.  
Brakuje dowodów na skuteczność terapii Mority.  

### Farmakoterapia

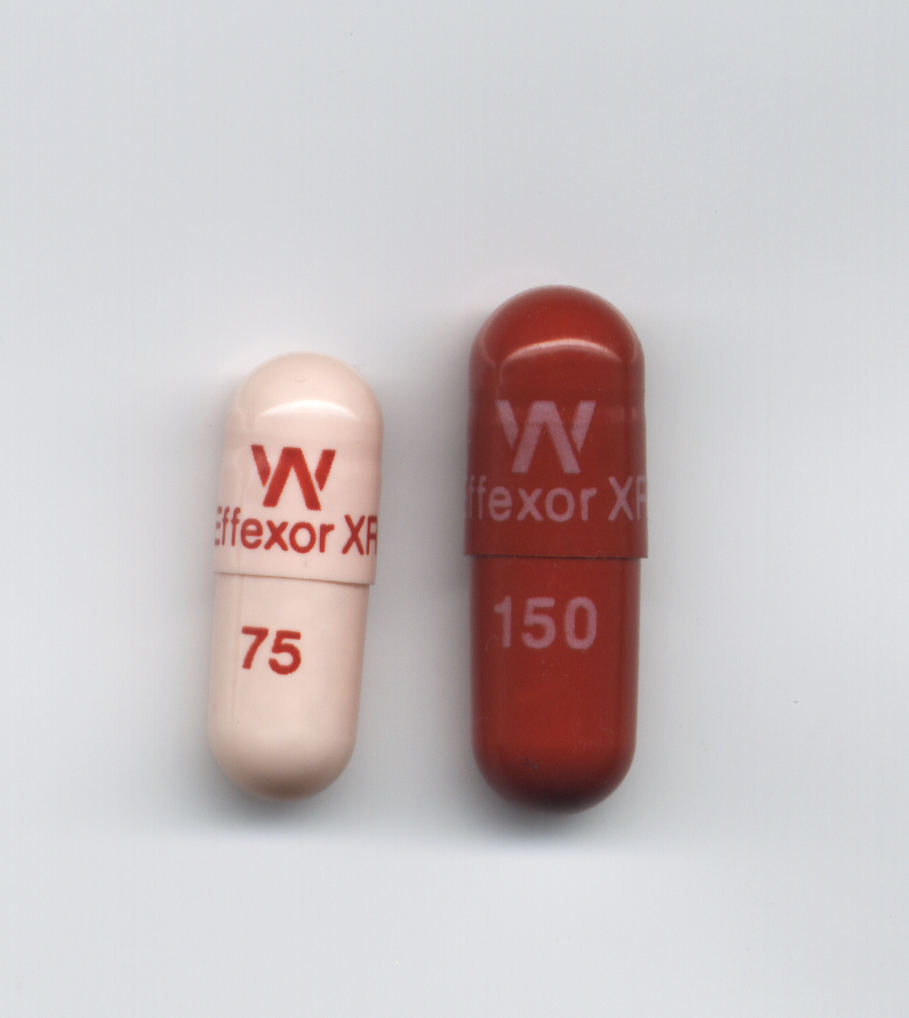
Preparat wenlafaksyny o spowolnionym uwalnianiu – Effexor XR® kapsułki zawierające 75 mg oraz 150 mg – jednego z leków często stosowanych w uogólnionych zaburzeniach lękowych.

W leczeniu farmakologicznym stosowane są przede wszystkim leki przeciwdepresyjne, m.in. SSRI (escitalopram, paroksetyna, sertralina), SNRI (wenlafaksyna, duloksetyna), rzadziej TCA (amitryptylina, klomipramina). Lekami I rzutu są SSRI i SNRI, ze względu na ich efektywność i tolerancję dla efektów ubocznych. Zaleca się, by leczenie rozpoczynać od niskich dawek, gdyż pacjenci z GAD mogą być szczególnie wrażliwi na skutki uboczne związane z rozpoczęciem leczenia (np. zaburzenia żołądkowo-jelitowe, zawroty głowy i niepokój). Ponadto wykorzystuje się także anksjolityki takie jak buspiron, jak również pregabalinę, hydroksyzynę, klorazepan, lorazepam i niektóre leki przeciwpsychotyczne. Efektywność buspironu może być porównywalna do benzodiazepin przy GAD, ale uzyskanie adekwatnej odpowiedzi terapeutycznej może zając tygodnie. W przypadku leków z grupy benzodiazepin, które mogą być skuteczniejsze od SSRI/SNRI, nie zaleca się ich stosowania dłuższego niż 2–8 tygodni z uwagi na ryzyko wystąpienia zespołu zależności od benzodiazepin, komplikującego przebieg uogólnionego zaburzenia lękowego. Pregabalina jest bezpieczniejsza od benzodiazepin pod względem ryzyka uzależnienia, choć nadal zaleca się ostrożność u pacjentów, którzy mają historię nadużywania substancji psychoaktywnych.
Leki o udowodnionej skuteczności zalecane w farmakoterapii GAD:
1. Leki pierwszego rzutu:
  - Escitalopram (SSRI): 10–20 mg/d
  - Paroksetyna (SSRI): 20–60 mg/d
  - Sertralina (SSRI): 50–200 mg/d
  - Duloksetyna (SNRI): 60–120 mg/d
  - Wenlafaksyna ER[a] (SNRI): 75–225 mg/d
  - Pregabalina (lek przeciwpadaczkowy): 300–600 mg/d
2. Leki drugiego rzutu (powinny być uwzględniane przy braku odpowiedniej odpowiedzi terapeutycznej na dwa leki z grupy SSRI/SNRI):
  - Buspiron (azapiron): 15–30 mg/d
  - Alprazolam (benzodiazepina): 0,5–2 mg/d
  - Diazepam (benzodiazepina): 2–10 mg/d
  - Chlordiazepoksyd (benzodiazepina): 15–40 mg/d
3. Leki trzeciego rzutu:
  - Kwetiapina (atypowy lek przeciwpsychotyczny): 50–300 mg/d
  - Rysperydon (atypowy lek przeciwpsychotyczny): 0,5–1.5 mg/d
  - Hydroksyzyna (lek przeciwhistaminowy): 50–100 mg cztery razy dziennie
  - Imipramina (TCA): 50–200 mg/d[12]

Część pacjentów z GAD cierpi również na współtowarzyszący zespół lęku napadowego (PAD) lub fobię społeczną (SAD). Z tego powodu optymalnym wyborem mogą być leki o udowodnionym działaniu również w wypadku tych zaburzeń (szczegóły w tabeli poniżej).
| Lek          | Efektywność wykazana w RCT | Efektywność wykazana w RCT | Efektywność wykazana w RCT | Dawka        |
| Lek          | PAD                        | GAD                        | SAD                        | Dawka        |
| ------------ | -------------------------- | -------------------------- | -------------------------- | ------------ |
| Escitalopram | tak                        | tak                        | tak                        | 10–20 mg/d   |
| Paroksetyna  | tak                        | tak                        | tak                        | 20–50 mg/d   |
| Sertralina   | tak                        | tak                        | tak                        | 50–150 mg/d  |
| Duloksetyna  |                            | tak                        |                            | 60–120 mg/d  |
| Wenlafaksyna | tak                        | tak                        | tak                        | 75–225 mg/d  |
| Pregabalina  |                            | tak                        | tak                        | 150–600 mg/d |
| Buspiron     |                            | tak                        |                            | 15–60 mg/d   |

Efektywność agomelatyny, mirtazapiny, wilazodonu i fluoksetyny również wykazana została w (czasem tylko pojedynczych) randomizowanych badaniach kontrolowanych (RCT) – jednak leki te nie są zazwyczaj  zarejestrowane do leczenia GAD. Dalszych badań wymagają arypiprazol, olanzapina, tiagabina, wortioksetyna i zyprazydon.

### Metody neurostymulacyjne
Obiecująco przedstawiają się wyniki dwóch małych RCT nad wykorzystaniem powtarzalnej przezczaszkowej stymulacji magnetycznej (ang. repetitive transcranial magnetic stimulation). Nie ma RCT dotyczących przezczaszkowej stymulacji prądem stałym (ang. transcranial direct current stimulation), głębokiej stymulacji mózgu (ang. deep brain stimulation), stymulacji nerwu błędnego (ang. vagus nerve stimulation), stymulacji nerwu trójdzielnego (ang. trigeminal nerve stimulation), przezskórnej elektrostymulacji czaszkowej (ang. cranial electrotherapy stimulation) i terapii elektrowstrząsowej (ang. electroconvulsive therapy).

### Biofeedback
Nie ma badań o wysokiej jakości dotyczących efektywności różnych form biofeedbacku (wykorzystujących np. EMG, GSR, HR czy EEG) przy leczeniu GAD. Mimo że niektóre z nich, jak EMG-biofeedback czy EEG-biofeedback, wykazywały pozytywny efekt w porównaniu do braku jakiegokolwiek leczenia, to ta forma terapii w dotychczasowych badaniach dawała gorsze wyniki niż już ugruntowane w praktyce medycznej formy leczenia.

### Ćwiczenia fizyczne
Możliwe, że aerobowe ćwiczenia fizyczne mogą dawać pozytywne skutki, ale potrzeba więcej badań o dobrej jakości.

### Zioła i suplementy diety
Istnieją dowody na efektywność standaryzowanego preparatu z oleju lawendowego (Silexan, 80–160 mg/d) w krótkoterminowym leczeniu GAD (2–3 miesiące), ale potrzebne są kolejne badania potwierdzające efekt. Niejasna jest kwestia efektywności pieprzu metystynowego (mieszane wyniki, często też słaba jakość badań). Stosowanie kavy kavy budzi też uzasadnione obawy o jej hepatotoksyczność. Istnieją pojedyncze badania sugerujące skuteczność ekstraktów z rumianku pospolitego oraz liści miłorzębu dwuklapowego – ale jakość tych dowodów usprawiedliwia jedynie dalsze prowadzenie badań. Niejasna jest kwestia skuteczności męczennicy cielistej, kozłka lekarskiego, Galphimia glauca czy Echium amoneum.
Nie zidentyfikowano RCT dotyczących stosowania różnych suplementów diety (tj. lizyny, argininy, N-acetylocysteiny, tryptofanu, kwasu foliowego i dehydroepiandrosteronu) w leczeniu zaburzeń lękowych.

### Medycyna alternatywna
Prawie nie ma badań dotyczących:
- Ajurwedy – jedno badanie wykazujące brak efektu leczniczego dla Saraswata churna oraz jedno badanie z wykorzystaniem Manasamitra Vatakam, które nie pozwala na wyciągnięcie jednoznacznych wniosków.
- Akupunktury – niska jakość badań nie pozwala na wyciągnięcie wniosków.
- Homeopatii – jedno badanie wykazujące brak efektu.
- Jogi – niska jakość badań nie pozwala na wyciągnięcie wniosków.

Nie odnaleziono żadnych  RCT dotyczących dotyku terapeutycznego (ang. therapeutic touch) oraz reiki.